# Süper Lig 2012-2013
La Süper Lig 2012-2013 è stata la 55ª edizione del campionato di calcio turco. Iniziata il 17 agosto 2012 si è conclusa il 19 maggio 2013. Il Galatasaray si è riconfermato campione, vincendo il titolo per la 19ª volta.

## Novità
Al termine della stagione 2011-2012, le tre ultime classificate, Samsunspor, Manisaspor e Ankaragücü sono state retrocesse in TFF 1. Lig. Al loro posto sono state promosse le prime tre della 1. Lig, Akhisar Belediyespor, Elazığspor (tornato in massima serie dopo otto anni) e Kasımpaşa.

## Regolamento
Le 18 squadre si affrontano in un girone all'italiana con gare di andata e ritorno.

Il club campione di Turchia ed il secondo classificato accedono, rispettivamente, alla fase a gironi ed al terzo turno preliminare della UEFA Champions League.

La terza e la quarta posizione danno diritto, rispettivamente, al terzo ed al secondo turno di UEFA Europa League.

La retrocessione in TFF 1. Lig interessa le ultime tre squadre classificate.

## Squadre partecipanti
| Club                 | Città      | Stadio                      | Stagione 2011-2012                                |
| -------------------- | ---------- | --------------------------- | ------------------------------------------------- |
| Akhisar Belediyespor | Akhisar    | Akhisar Belediye            | 1º posto in TFF 1. Lig                            |
| Antalyaspor          | Adalia     | Mardan Spor Kompleksi       | 15º posto                                         |
| Beşiktaş             | Istanbul   | Stadio BJK İnönü            | 4º posto                                          |
| Bursaspor            | Bursa      | Bursa Atatürk Stadyumu      | 5º posto                                          |
| Elazığspor           | Elâzığ     | Elâzığ Atatürk Stadi        | 2º posto in TFF 1. Lig                            |
| Eskişehirspor        | Eskişehir  | Eskişehir Atatürk Stadı     | 6º posto                                          |
| Fenerbahçe           | Istanbul   | Stadio Şükrü Saraçoğlu      | 2º posto                                          |
| Galatasaray          | Istanbul   | Türk Telekom Arena          | Campione di Turchia                               |
| Gaziantepspor        | Gaziantep  | Kamil Ocak Stadyumu         | 10º posto                                         |
| Gençlerbirliği       | Ankara     | Ankara 19 Mayıs Stadyumu    | 9º posto                                          |
| İstanbul Başakşehir  | Istanbul   | Stadio Olimpico Atatürk     | 7º posto                                          |
| Karabükspor          | Karabük    | Necmettin Şeyhoğlu Stadı    | 12º posto                                         |
| Kasımpaşa            | Istanbul   | Stadio Recep Tayyip Erdoğan | 4º posto in TFF 1. Lig (promosso dopo i play-off) |
| Kayserispor          | Kayseri    | Stadio Kadir Has            | 11º posto                                         |
| Mersin İ. Yurdu      | Mersin     | Tevfik Sırrı Gür Stadyumu   | 14º posto                                         |
| Orduspor             | Ordu       | 19 Eylül Stadyumu           | 13º posto                                         |
| Sivasspor            | Sivas      | Sivas 4 Eylül Stadyumu      | 8º posto                                          |
| Trabzonspor          | Trebisonda | Stadio Hüseyin Avni Aker    | 3º posto                                          |

## Classifica finale
|  | Pos. | Squadra              | Pt | G  | V  | N  | P  | GF | GS | DR  |
|  | ---- | -------------------- | -- | -- | -- | -- | -- | -- | -- | --- |
|  | 1.   | Galatasaray          | 71 | 34 | 21 | 8  | 5  | 66 | 35 | +31 |
|  | 2.   | Fenerbahçe           | 61 | 34 | 18 | 7  | 9  | 56 | 39 | +17 |
|  | 3.   | Beşiktaş             | 58 | 34 | 16 | 10 | 8  | 63 | 49 | +14 |
|  | 4.   | Bursaspor            | 55 | 34 | 14 | 13 | 7  | 52 | 41 | +11 |
|  | 5.   | Kayserispor          | 52 | 34 | 15 | 7  | 12 | 48 | 45 | +3  |
|  | 6.   | Kasımpaşa            | 50 | 34 | 14 | 8  | 12 | 48 | 37 | +11 |
|  | 7.   | Antalyaspor          | 47 | 34 | 14 | 5  | 15 | 50 | 52 | −2  |
|  | 8.   | Eskişehirspor        | 46 | 34 | 11 | 13 | 10 | 48 | 40 | +8  |
|  | 9.   | Trabzonspor          | 46 | 34 | 13 | 7  | 14 | 39 | 40 | −1  |
|  | 10.  | Gaziantepspor        | 46 | 34 | 12 | 10 | 12 | 42 | 49 | −7  |
|  | 11.  | Gençlerbirliği       | 45 | 34 | 10 | 15 | 9  | 46 | 47 | −1  |
|  | 12.  | Sivasspor            | 44 | 34 | 12 | 8  | 14 | 41 | 46 | −5  |
|  | 13.  | Elazığspor           | 43 | 34 | 10 | 13 | 11 | 31 | 46 | −15 |
|  | 14.  | Akhisar Belediyespor | 42 | 34 | 11 | 9  | 14 | 36 | 44 | −8  |
|  | 15.  | Karabükspor          | 40 | 34 | 11 | 7  | 16 | 41 | 53 | −12 |
|  | 16.  | İstanbul Başakşehir  | 36 | 34 | 9  | 9  | 16 | 43 | 49 | −6  |
|  | 17.  | Orduspor             | 29 | 34 | 6  | 11 | 17 | 35 | 51 | −16 |
|  | 18.  | Mersin İ. Yurdu      | 22 | 34 | 4  | 10 | 20 | 31 | 53 | −22 |

Legenda:

      Campione di Turchia e ammessa alla UEFA Champions League 2013-2014

      Ammessa alla UEFA Champions League 2013-2014

      Ammesse alla UEFA Europa League 2013-2014

      Retrocesse in TFF 1. Lig 2013-2014

### Verdetti
- Galatasaray Campione di Turchia e qualificato alla fase a gironi della UEFA Champions League 2013-2014.
- Bursaspor qualificato al terzo turno preliminare della UEFA Champions League 2013-2014.
- Kayserispor qualificato al turno dei play-off della UEFA Europa League 2013-2014,  Kasımpaşa qualificato al terzo turno preliminare e  Trabzonspor qualificato al secondo turno preliminare.
- İstanbul Başakşehir,  Orduspor e  Mersin İ. Yurdu retrocesse in TFF 1. Lig 2013-2014.

## Classifica marcatori
| Gol |  |  | Giocatore       | Squadra                        |
| --- |  |  | --------------- | ------------------------------ |
| 18  |  |  | Burak Yılmaz    | Galatasaray                    |
| 17  |  |  | Kalu Uche       | Kasımpaşa                      |
| 15  |  |  | Moussa Sow      | Fenerbahçe                     |
| 14  |  |  | Bobô            | Kayserispor                    |
| 13  |  |  | Lamine Diarra   | Antalyaspor                    |
| 13  |  |  | Mert Nobre      | Mersin İ. Yurdu                |
| 13  |  |  | Pierre Webó     | İstanbul Başakşehir Fenerbahçe |
| 12  |  |  | Necati Ateş     | Eskişehirspor                  |
| 12  |  |  | Umut Bulut      | Galatasaray                    |
| 11  |  |  | İlhan Parlak    | Karabükspor                    |
| 10  |  |  | Samuel Holmén   | İstanbul Başakşehir            |
| 10  |  |  | Diomansy Kamara | Eskişehirspor                  |